# Schuy (Wüstung)
Schuy ist die Wüstung des spätmittelalterlichen Dorfes, das in Urkunden auch „Schoe“, „Schue“, „Schuwen“ genannt wird und auf dem Gebiet der heutigen Gemeinde Beselich im hessischen Landkreis Limburg-Weilburg lag. Heute ist das Gelände ein Bestandteil der Gemarkung des Ortsteils Obertiefenbach. Die erste Erwähnung erfolgt um das Jahr 1450.

## Lage
Die genaue Lage des Ortes ist bislang nicht durch Funde belegt worden, jedoch lässt sie sich anhand von im Hessischen Hauptstaatsarchiv in Wiesbaden befindlichen Zehntberechtigungskarten der damaligen Gemarkung Schuy darstellen. Im Bereich der heutigen Bornwiese ist dort eine größere zehntfreie Stelle verzeichnet, die den Sitz des ehemaligen Dorfes Schuy darstellen soll. Abgabepflichtig für diese Fläche war nur ein Hahnengeld von vier Gulden, was ebenfalls auf früher bewohnten Raum hinweist. Für die Annahme als Siedlungsort spricht auch die Nähe der Flur Holzbitz, wo nach alter Überlieferung die Toten von Schuy beigesetzt wurden. Offenbar hat sich eine nur kleine Gemeinschaft auf einer Fläche niedergelassen, die nach einer späteren Meldung etwa 16 Gebäude umfasst haben soll.
Über den Umfang des Dorfes Schuy wurde bei einer Auseinandersetzung im Jahr 1775 zwischen den Herren von Runkel mit dem Stift Dietkirchen um den Zehnten vom Obertiefenbacher Erdbeerenberg auch nach der Zehntpflicht von Schuy geforscht. Darüber berichtete der runklische Hofkeller: „In dem so genannten Hosterfeld (Holstert = Haustelle, ein der Aufbewahrung und Bearbeitung des Brenn- und Bauholzes dienender Platz in nächster Nähe eines Dorfes), wo vor Zeiten das Dorf Schuy gestanden, liegen ungefähr 10 Morgen Land wovon keine Zehnten, sondern 4 fl (Gulden) Hahnengeld alljährlich gegeben wird.“ Der Hofkeller nahm an, dass dieses Land aus Gärten und bebauten Grundstücken bestünden.
Das Areal lässt sich von Obertiefenbach aus über den Kuhweg an der Tongrube Weiss vorbei auf dem asphaltierten Weg nach Schupbach erreichen. In diesem Bereich fließt der Brandbach, ein Zufluss des Kerkerbaches.

## Geschichte
Da die Lebensmöglichkeiten für die Schuyer Siedler wesentlich ungünstiger waren als bei den anderen naheliegenden Orten, ist anzunehmen, dass Schuy in weit jüngerer Zeit als Obertiefenbach oder Schupbach entstanden ist. Im Gegensatz zu den Vorzügen der Urgemarkung Obertiefenbachs zeigte das Bild der Schuyer Feldmark ein schwieriger zu bebauendes Gelände und als Bodendecke ein Verwitterungsprodukt von Basalten, die das Oberflächenwasser nur wenig und nur langsam an die darunterliegenden Schichten von Basalt und Ton abgibt. Die Ackerkrume ist daher kaltgründig und träge, bringt aber in trockenen Jahren immerhin noch ergiebige Ernten.
Nach einer späteren Quellen waren Schuys letzte Bewohner nach Obertiefenbach ausgewandert, wodurch die Gemarkung Schuy der Ortschaft Obertiefenbach und deren Gemarkung zufiel. Ob Seuchen oder wirtschaftliche Ursachen zur Wüstwerdung führten, ist bisher ungeklärt. Die vom Jahr 1489 verbliebenen Zusammenstellungen von Flurbezirken mit den eingestreuten Parzellen des Grobengutes erwecken deutlich den Eindruck, dass diese zu einer einzigen Gemarkung gehörten. Außerdem ist beachtenswert, dass die im Grobengut genannte Flur „Schuer Grund“, die unzweifelhaft in der Gemarkung des ehemaligen Dorfes Schuy lag, zur Zeit des Bestehens des Ortes doch einen anderen Namen hatte, da eine Gemeinde keinen Gemarkungsteil nach dem eigenen Ortsnamen benennt.
Dreiviertel des Zehnten der Gemarkung Schuy gehörte im 16. Jahrhundert den Herren von Runkel, die dieses Recht durch einen erzwungenen Tausch dem Kloster Beselich überließen. Am 3. Oktober 1652 wurde die Jesuitenresidenz zu Hadamar mit Stiftungsurkunde Inhaber dieses Zehnten. Zehn Jahre später kaufte diese auch das letzte Viertel der Schuyer Einkünfte von den Erben der Junker von Waldmannshausen. Die  Lage und Ausdehnung dieses Gesamtzehnten waren seit längerer Zeit Gegenstand von Differenzen zwischen den Herren von Runkel und dem Kloster Beselich einerseits und dem Lubentiusstift Dietkirchen andererseits, das zehntberechtigt in der Gemarkung Obertiefenbach war. In der langen Zeit, in der nun die beiden Gemarkungen vereinigt waren, hatten sich vermehrt Unklarheiten über die ursprünglichen Grenzen eingestellt. Beide Zehntherren einigten sich endlich, legten die mutmaßliche Grenze fest und ließen sie in Anwesenheit von beiderseits Beauftragten am 4. Mai 1612 an neun Stellen absteinen. Nach dem Zehntenausgang vom Jahr 1701 standen die Grenzsteine wie folgt:
1. Stein am Beselicher Holz, am Waldeck
2. Stein bei der Atzelheck auf der Umwand am Herrenhof
3. Stein jenseits des Merenberger Weges
4. Stein nicht weit davon, zwischen dem Merenberger Weg und dem Schüerpfad
5. Stein im Schüer Pfad
6. Stein hinterm Rübenacker
7. Stein am Gaulstück in der obersten Forch
8. Stein auf dem Gaul, auf der Anwandt der Jesuitenäcker.

Der 9. Grenzstein wurde nicht gefunden, aber nach beiderseitigem Gutdünken im Jahr 1706 neu gesetzt. Nach heutigen Begriffen würde diese Grenze etwa mit folgenden Namen gekennzeichnet sein: Ecke Beselicher Wald am Steinkauter Weg – Eichweg – Wasserkammer – Graben unterhalb des Weges zum Herrenwasen – Fortsetzung oberhalb des Uhlkauter Wegs in ziemlich gerader Richtung nach dem Straßenwasen. So blieb diese Grenze bis zur Ablösung des Zehnten in den 1840er Jahren.
Von dem damaligen Ort Schuy zeugt heute noch der namensgleiche Nachnamen vieler Familien in Obertiefenbach und im übrigen Nassauer Land.